# Jürgen H. Müller
Jürgen H. Müller (* 31. Dezember 1957) ist ein deutscher Verwaltungsjurist und politischer Beamter außer Dienst. Er war von 2018 bis 2024 Leitender Beamter und Stellvertreter des Bundesbeauftragten für den Datenschutz und die Informationsfreiheit.

## Leben
Jürgen H. Müller studierte von 1976 bis 1981 Rechtswissenschaften in Bonn und absolvierte von 1982 bis 1985 das Referendariat in Bonn und Köln.
Im Jahr 1986 trat er in den Dienst des Bundesministeriums des Innern und war dort bis 1997 in verschiedenen Referaten tätig. Er wechselte 1997 als Referent zum Bundesbeauftragten für den Datenschutz und die Informationsfreiheit und war auch hier zunächst in verschiedenen Referaten tätig. Im Jahr 2002 stieg er zum Referatsleiter auf. Anschließend war er von 2016 bis 2018 Abteilungsleiter für die Bereiche IT, Telekommunikation, Technologischer Datenschutz sowie Polizei und Nachrichtendienste.
Im April 2018 wurde er unter der Bundesbeauftragten Andrea Voßhoff (CDU) zum Leitenden Beamten und Stellvertreter des Bundesbeauftragten für den Datenschutz und die Informationsfreiheit im Amt eines Ministerialdirektors ernannt. Auch unter dem Bundesbeauftragten Ulrich Kelber (SPD) blieb er im Amt. Im September 2024 wurde er unter der Bundesbeauftragten Louisa Specht-Riemenschneider im Zeichen des Aufbruchs in den Ruhestand versetzt und Andreas Hartl folgte auf ihn.